# Гродно (станція)
Гродно (біл. Гродна) — вузлова залізнична станція Барановицького відділення Білоруської залізниці на перетині магістральної лінії Санкт-Петербург — Варшава та ліній Гродно — Поріччя і Гродно — Мости. Розташована в однойменному місті Гродненської області. Адміністративно об'єднана зі станціями Аульс, Лососно, Брузги, Поріччя.
При вокзалі станції Гродно діють митна та прикордонна зони.

## Історія
Станція Гродно відкрита 15 грудня 1862 року (вузлова станція з 1907 року), як перша на території сучасної Білорусі Поліської залізниці. Цього дня було відкрито рух поїздів на дільниці Поріччя — Гродно Петербург-Варшавської залізниці.
Первинно на станції Гродно була побудована дерев'яна пасажирська будівля вокзалу. У 1868 році цю будівлю замінила капітальна будівля, яка більше нагадувала палац або ратушу, що стало справжньою прикрасою і візитною карткою міста. За своєю архітектурою нова будівля вокзалу була яскравим прикладом еклектики. Елементи класицизму, сувора симетрія, галереї, напівколони, пілястри тосканського ордера. Вокзал представляв собою споруду з центральною двоповерховою частиною, з'єднаної галереями з двома флігелями. У центральній частині розміщувався головний вхід, на першому поверсі — вестибюль, каси, на другому поверсі і в бічних крилах — зали очікування.
10 липня 1898 року затверджено проєкт розширення пасажирської будівлі станції Гродно. Головним архітектором з будівництва станційних будівель Санкт-Петербургсько-Варшавської залізниці призначений академік, титулярний радник Ксаверш Скаржинський.
В ході боїв, під час Другої світової війни, за визволення Гродно від німецько-фашистських загарбників вокзал був зруйнований. Впродовж 1944—1948 років будівля вокзалу повністю відновлена.

Старовинні світлини
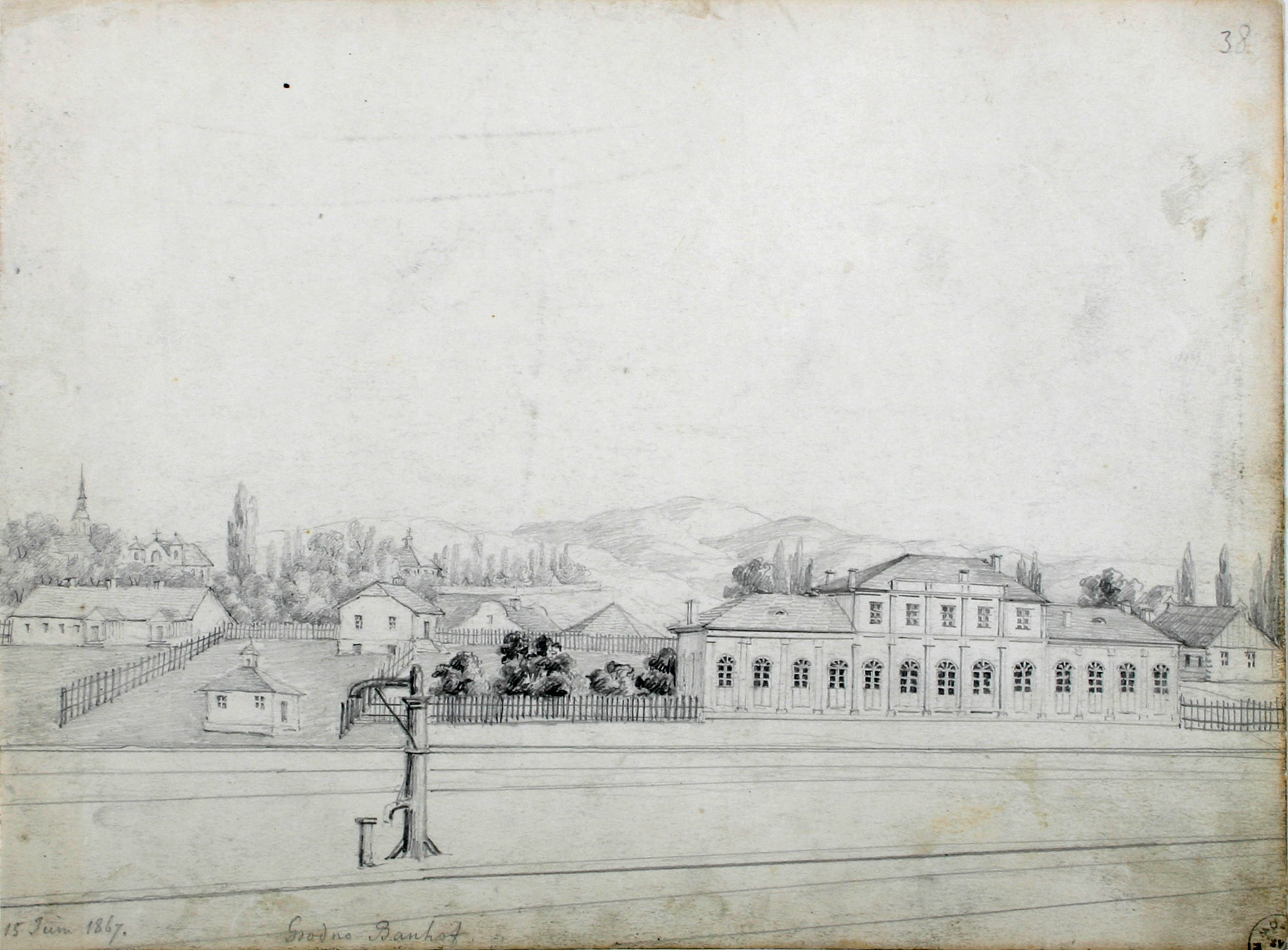
1867
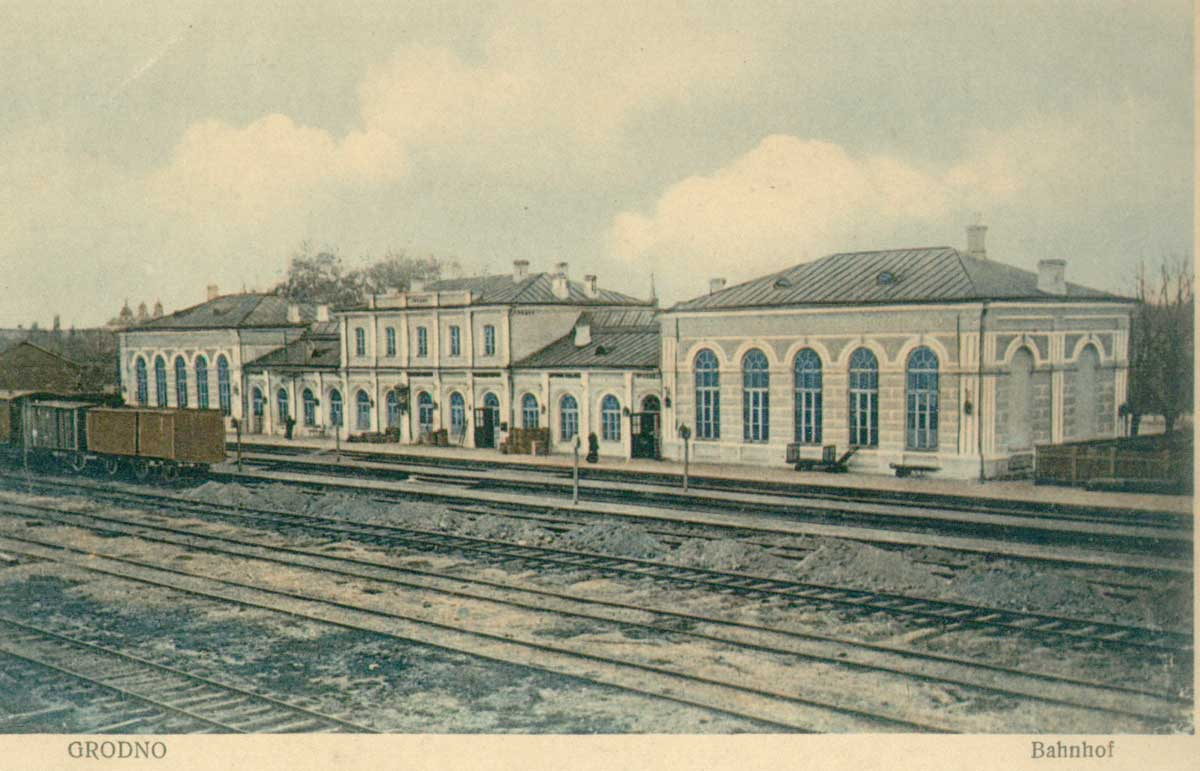
На початку XX століття
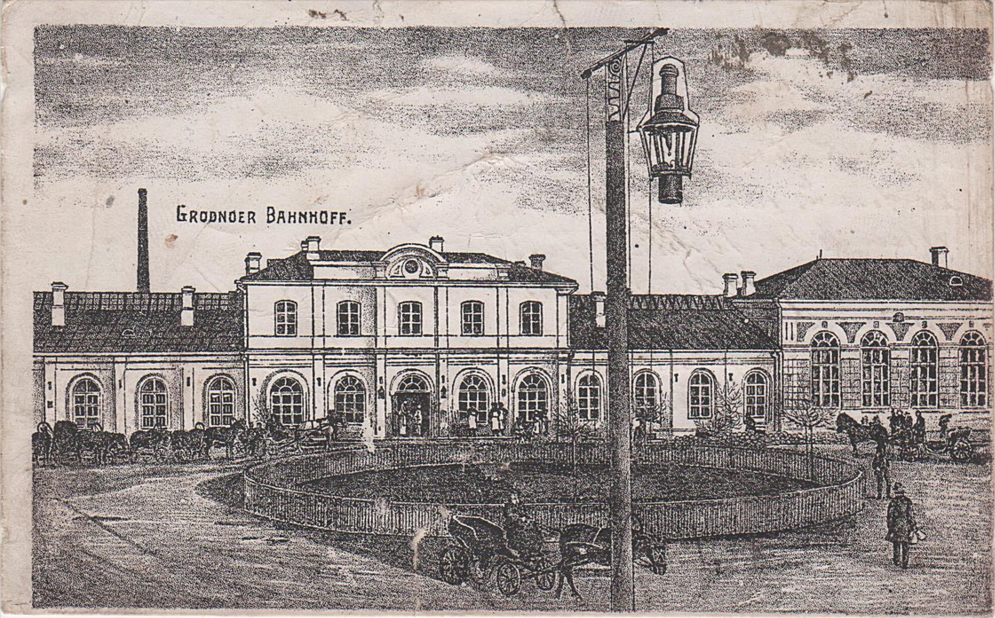
1915—1918
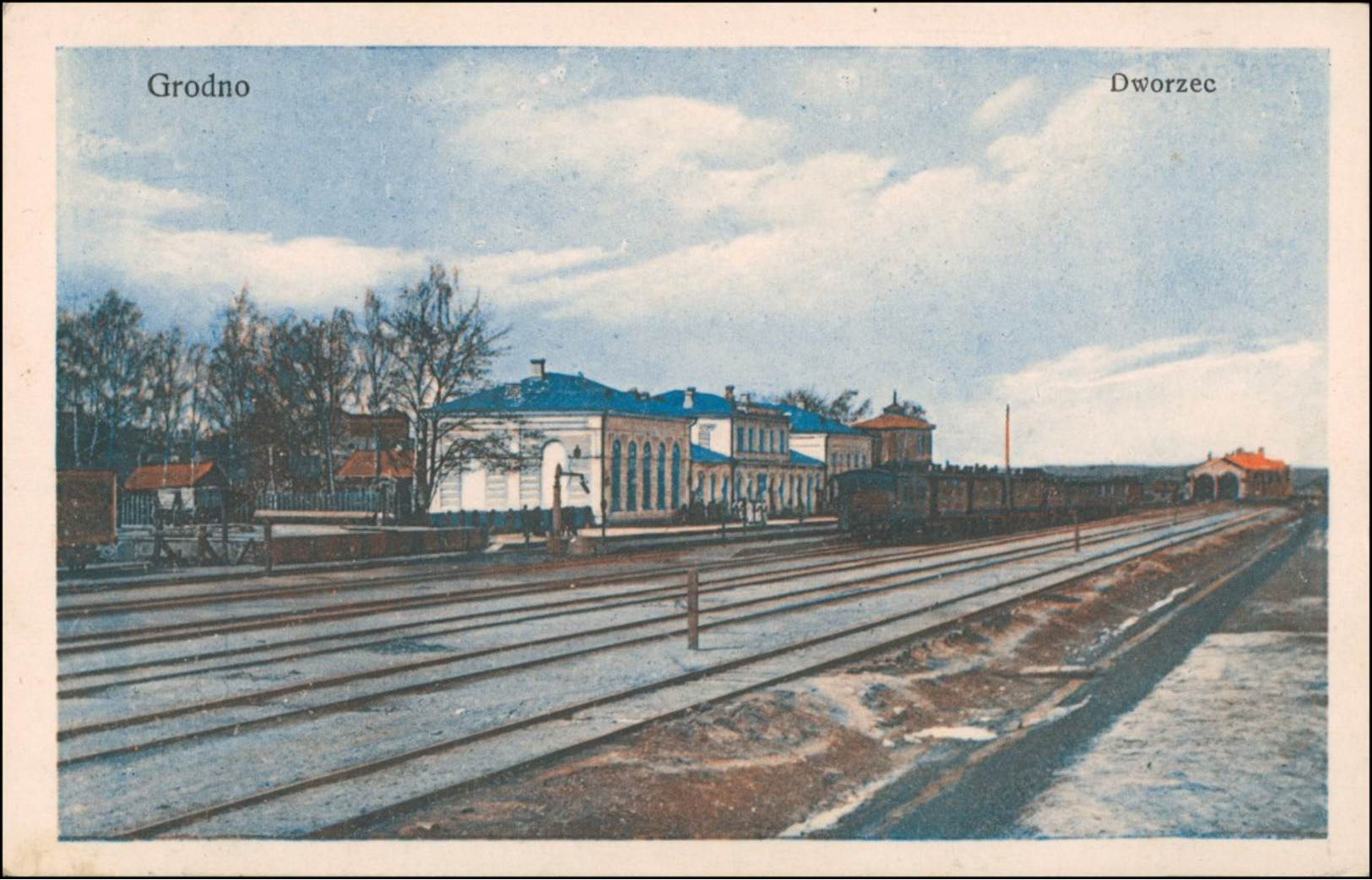
1915
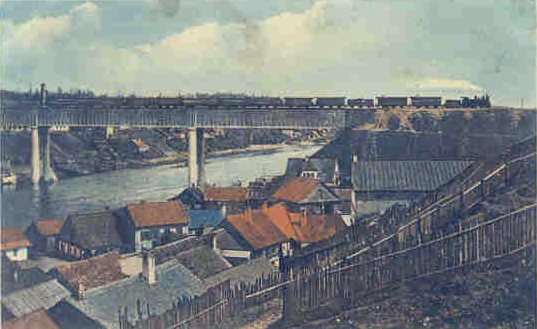
Залізничний міст через річку Німан, (1915)
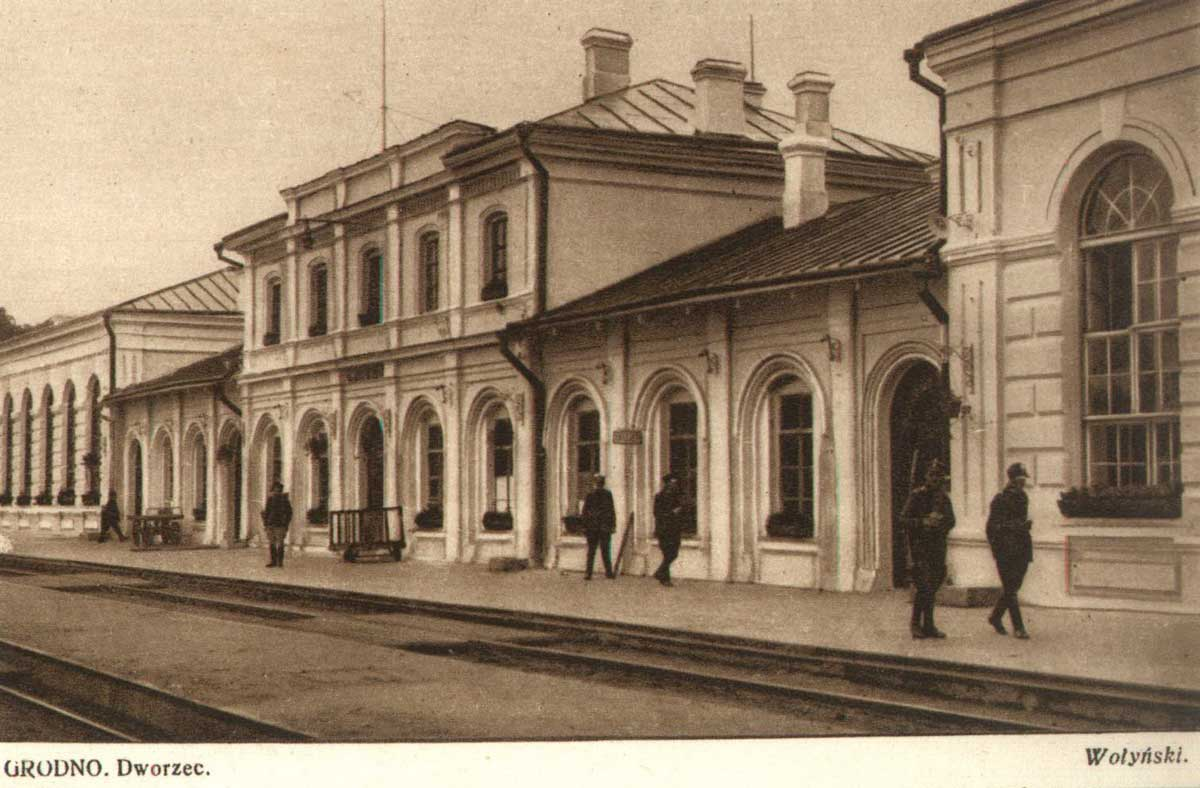
1918

До 1946 року станція була у складі ліквідованої Білостоцької залізниці, до 1951 року — у складі Гродненського відділення скасованої Брест-Литовської залізниці.
1956 року білоруський кінорежисер Лев Голуб знімав дитячий фільм «Миколка-паровоз». У кадрах фільму назавжди зберігся старий вокзал.
1986 року стара будівля вокзалу була знесена, а поруч побудований новий сучасний вокзальний комплекс.
1989 року частково електрифікована постійним струмом (=3 кВ) до білорусько-польського державного кордону у напрямку станції Білосток. Напрямки Гродно — Поріччя і Гродно — Мости неелектрифіковані.
Впродовж 2011—2013 років проведена масштабна реконструкція вокзально-станційного комплексу Гродно.

## Інфраструктура
До складу вокзального комплексу Гродно входять: двоповерхова будівля вокзалу, каси, зали очікування, багажне відділення, камери зберігання багажу, медичний пункт, службово-побутові приміщення. На вокзалі передбачені послуги для осіб з обмеженими фізичними можливостями.

## Колійний розвиток
Колійний розвиток станції Гродно складається з широкої (1520 мм) та європейської колії (1435 мм). Остання використовується для електропоїздів Польської залізниці (пол. Polskie Koleje Państwowe (PKP)).

## Пасажирське сполучення
Через станцію Гродно прямують пасажирські поїзди міжнародних та міжрегіональних ліній, а також регіональних ліній бізнес- та економкласу. Щоденно обслуговує до 10 тисяч пасажирів.
Далеке сполучення
Вокзал станції Гродно приймає та відправляє наступні пасажирські поїзди:
| Рух пасажирських поїздів по станції Гродно | Рух пасажирських поїздів по станції Гродно |
| №                                          | Маршрут сполучення                         |
| ------------------------------------------ | ------------------------------------------ |
| 78/77 «Німан»                              | Гродно — Москва                            |
| 303/304                                    | Гродно — Краків                            |
| 610/609                                    | Гродно — Гомель                            |
| 624/623, 634/633                           | Гродно — Вітебськ/Могильов                 |
| 628/627                                    | Гродно — Мінськ                            |
| 630/629                                    | Гродно — Мінськ                            |
| 632/631                                    | Гродно — Гомель                            |
| 674/673                                    | Гродно — Мінськ                            |
| 678/677                                    | Гродно — Мінськ                            |

Примітки:
- Від станції Гродно прямують поїзди з групою вагонів безпересадкового сполучення до Берестя та Адлера.
- Актуальний розклад руху пасажирських поїздів на сайті Білоруської залізниці.

Приміське сполучення
Приміське сполучення здійснюється поїздами регіональних ліній економкласу і міських ліній за маршрутами:
- Гродно — Барановичі-Центральні — Барановичі-Поліські
- Гродно — Брузги
- Гродно — Ліда
- Гродно — Поріччя
- Гродно — Рось
- Гродно — Учитель
- Гродно — Узбережь

## Галерея

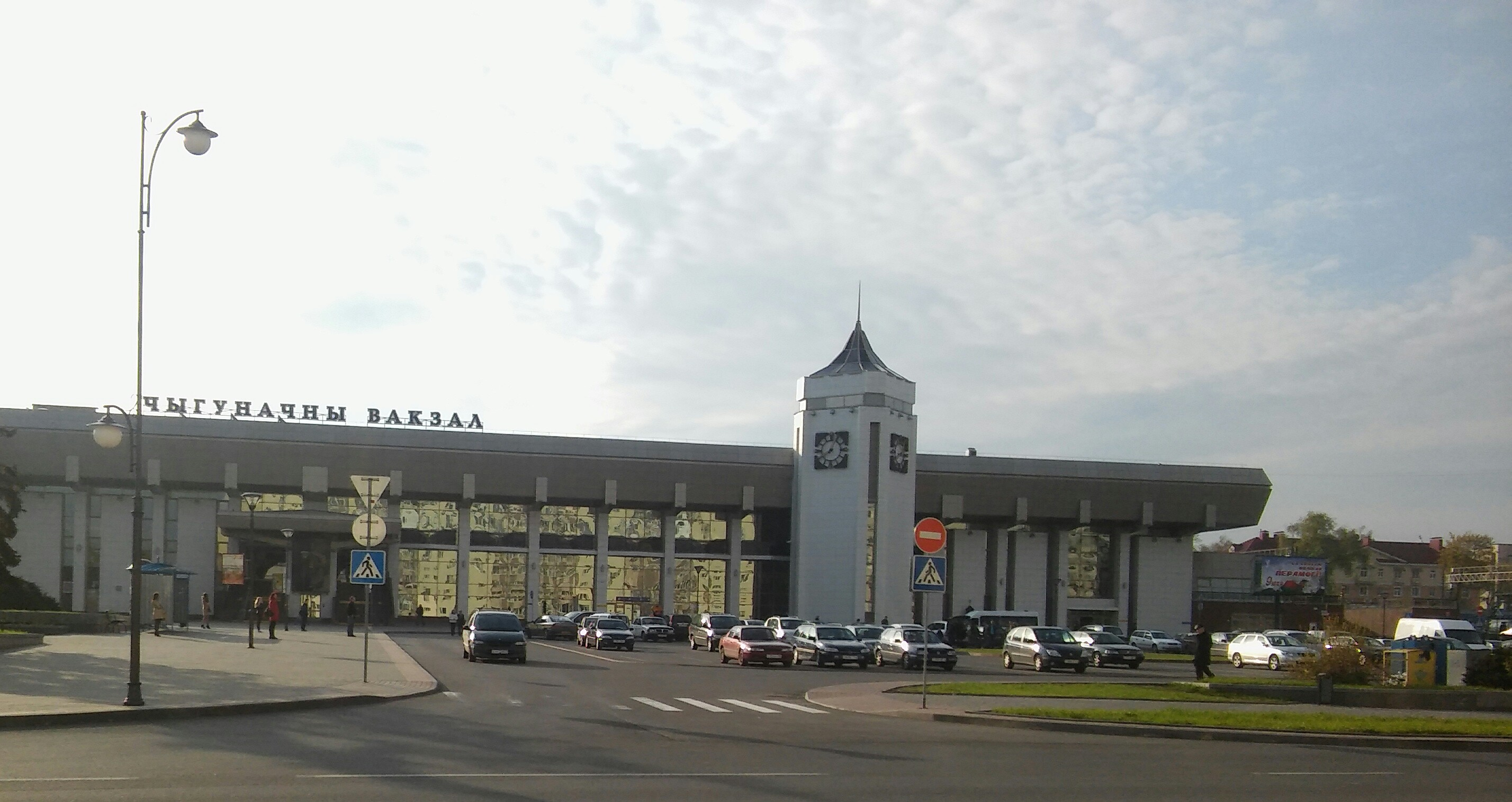
Привокзальна площа
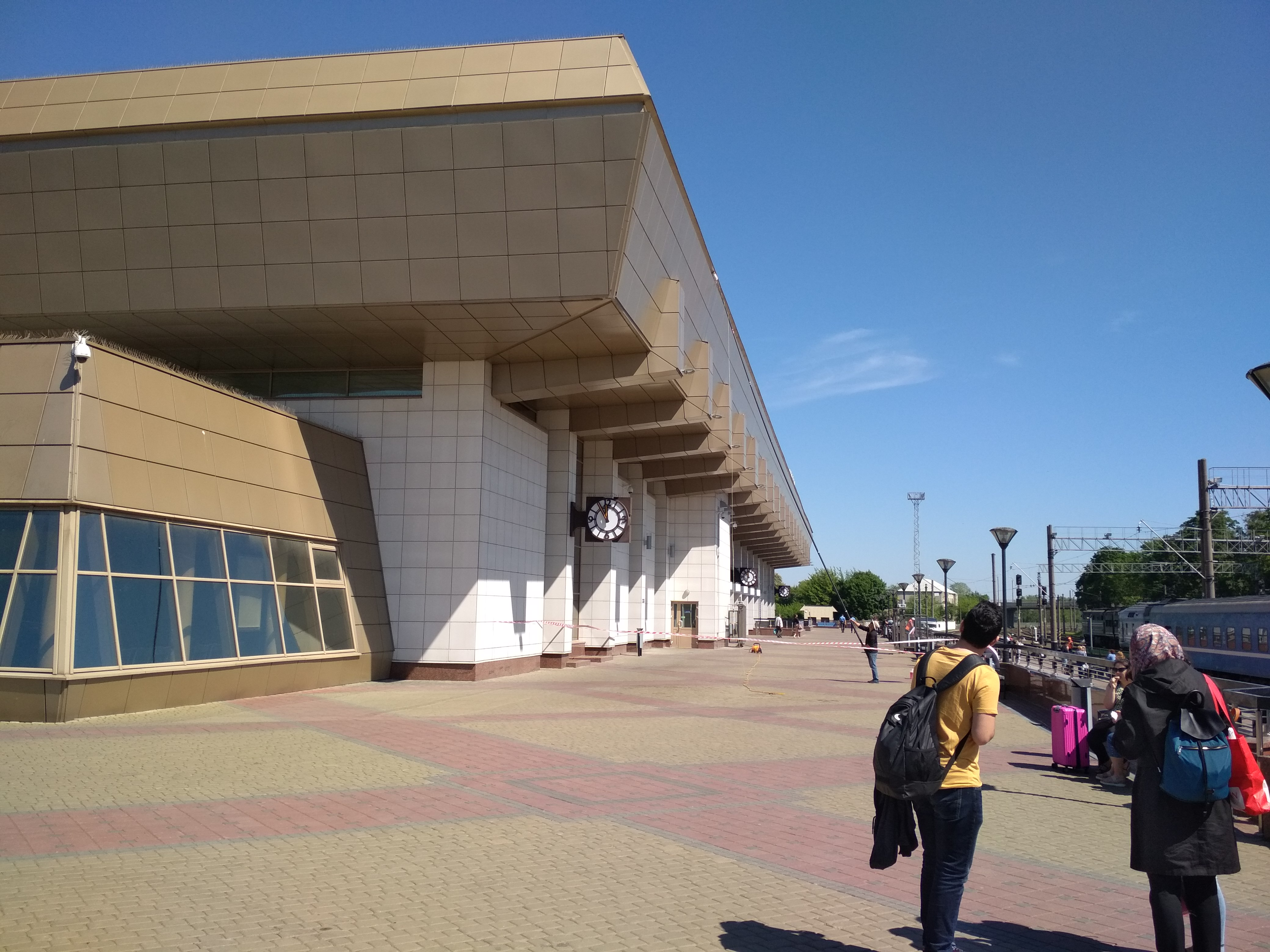
Перон вокзалу
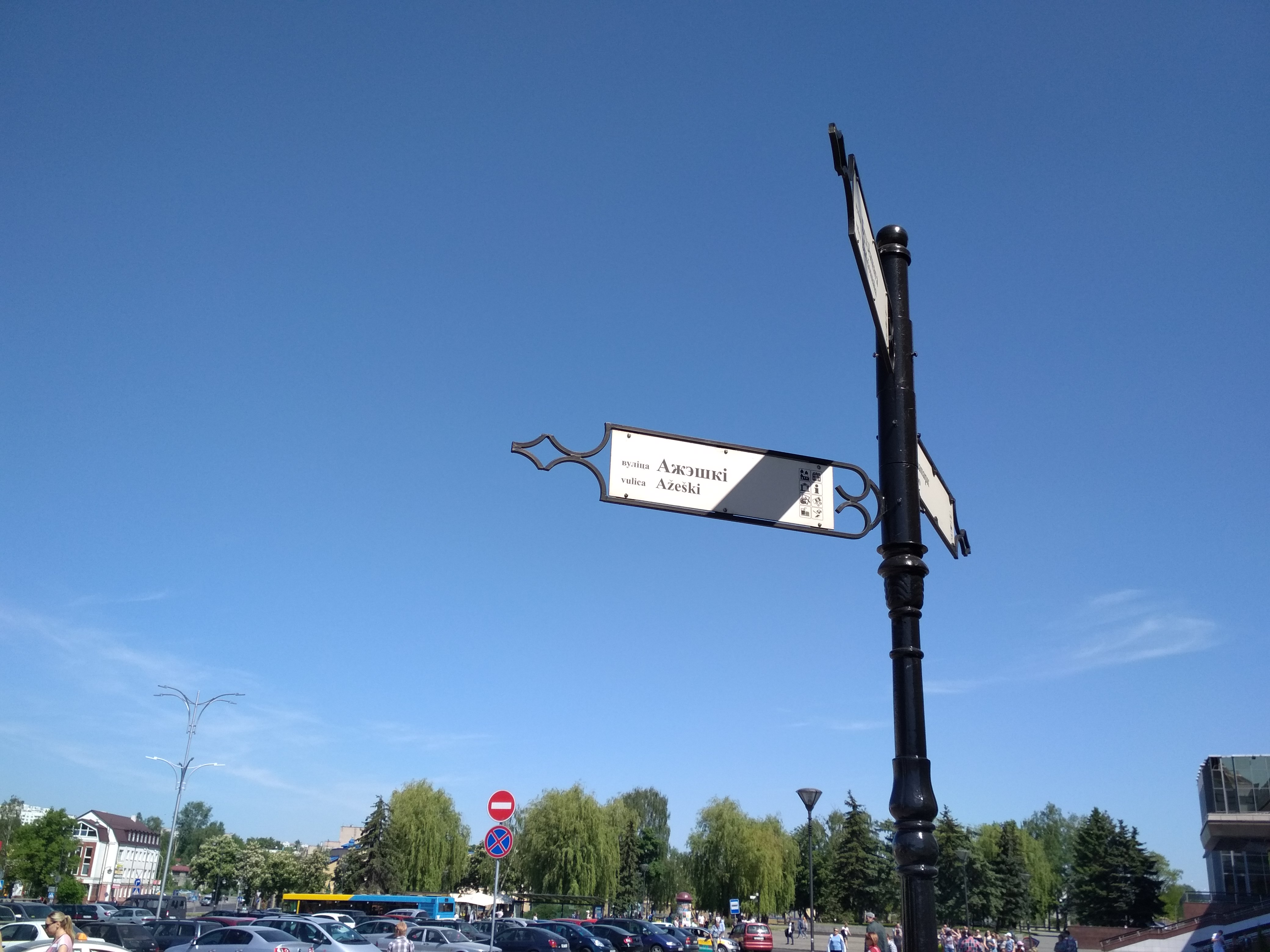
Покажчик на Привокзальній площі
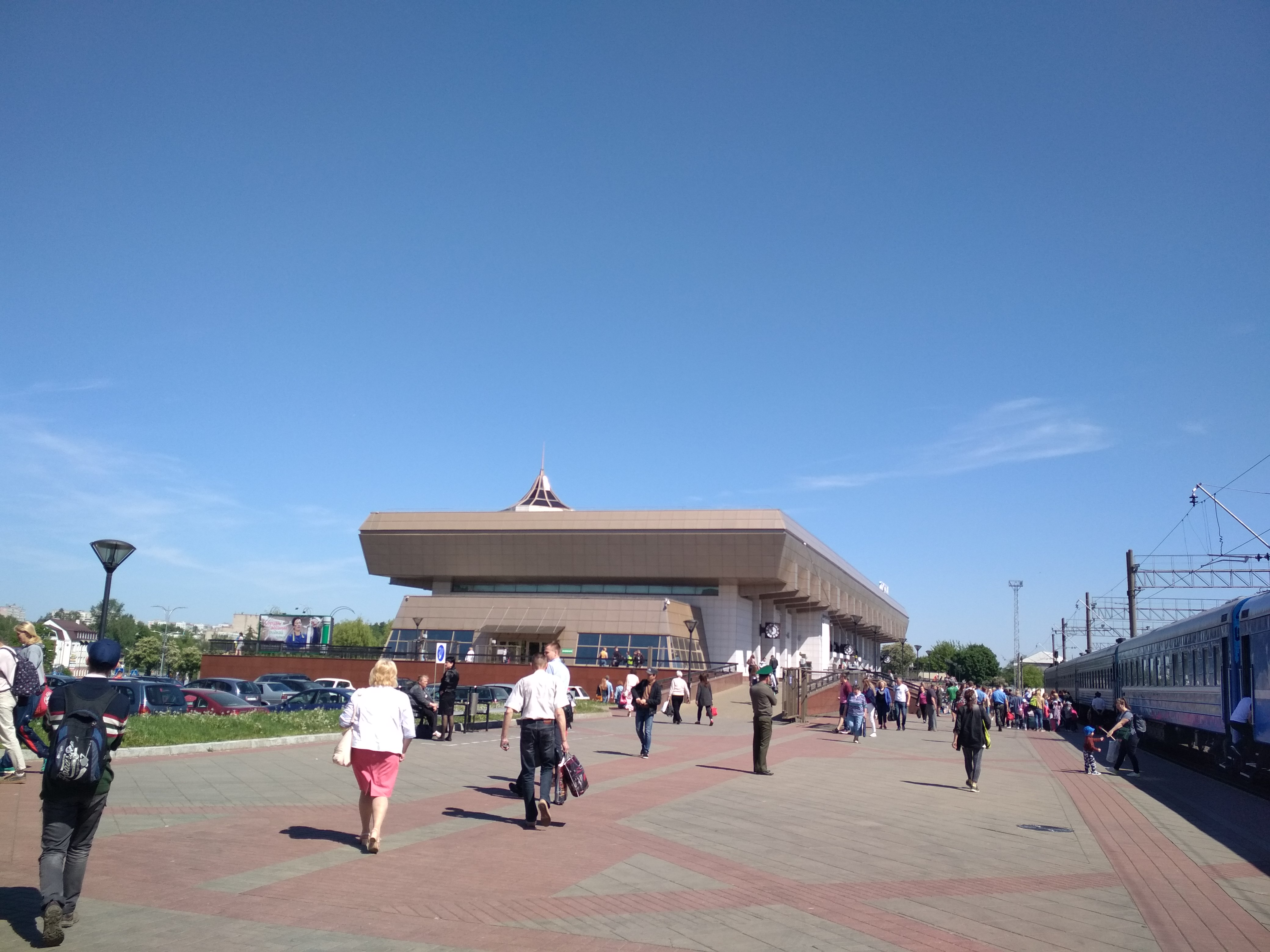
Поїзд Білоруської залізниці
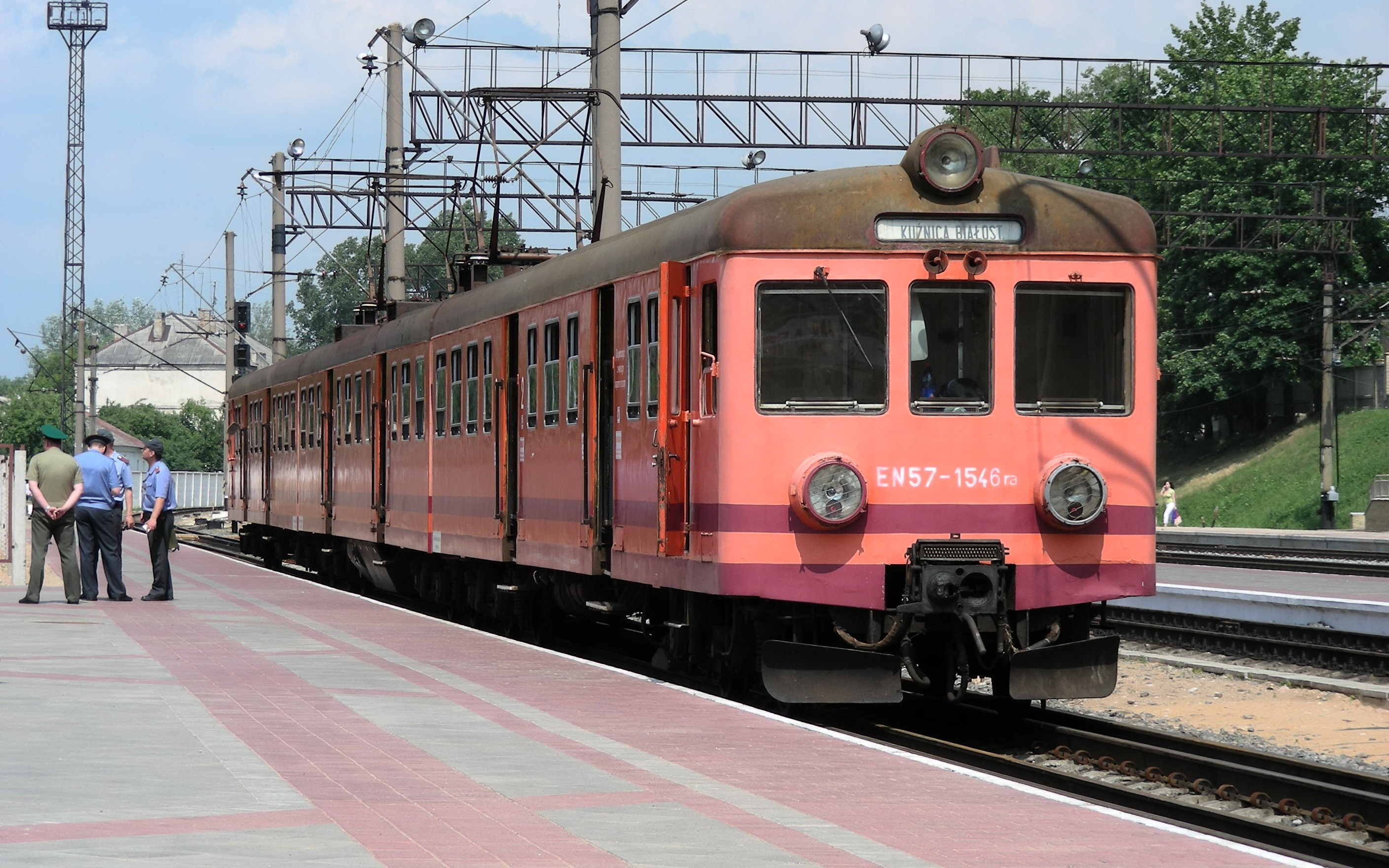
Поїзд Польської залізниці
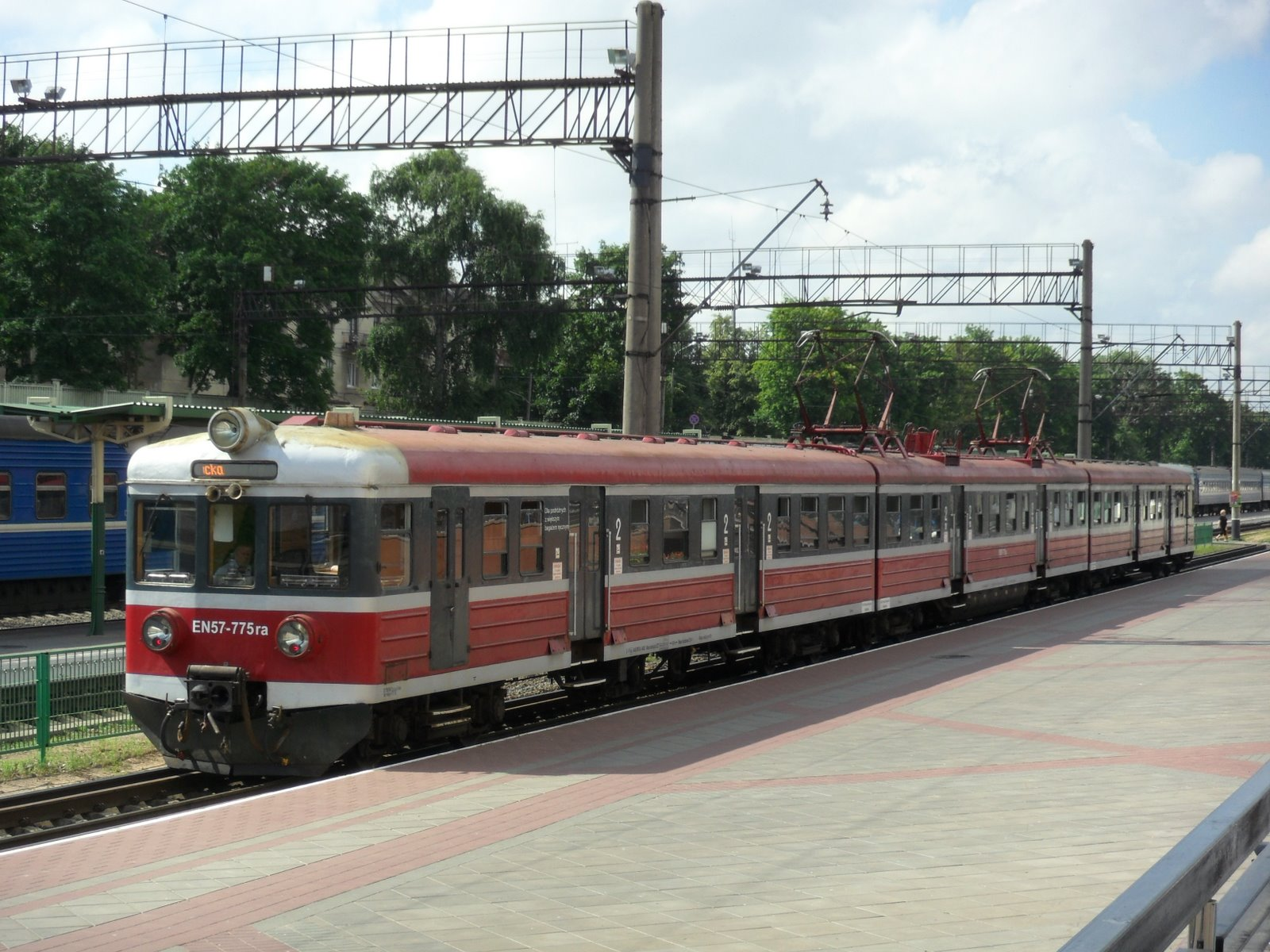
Поїзд Польської залізниці
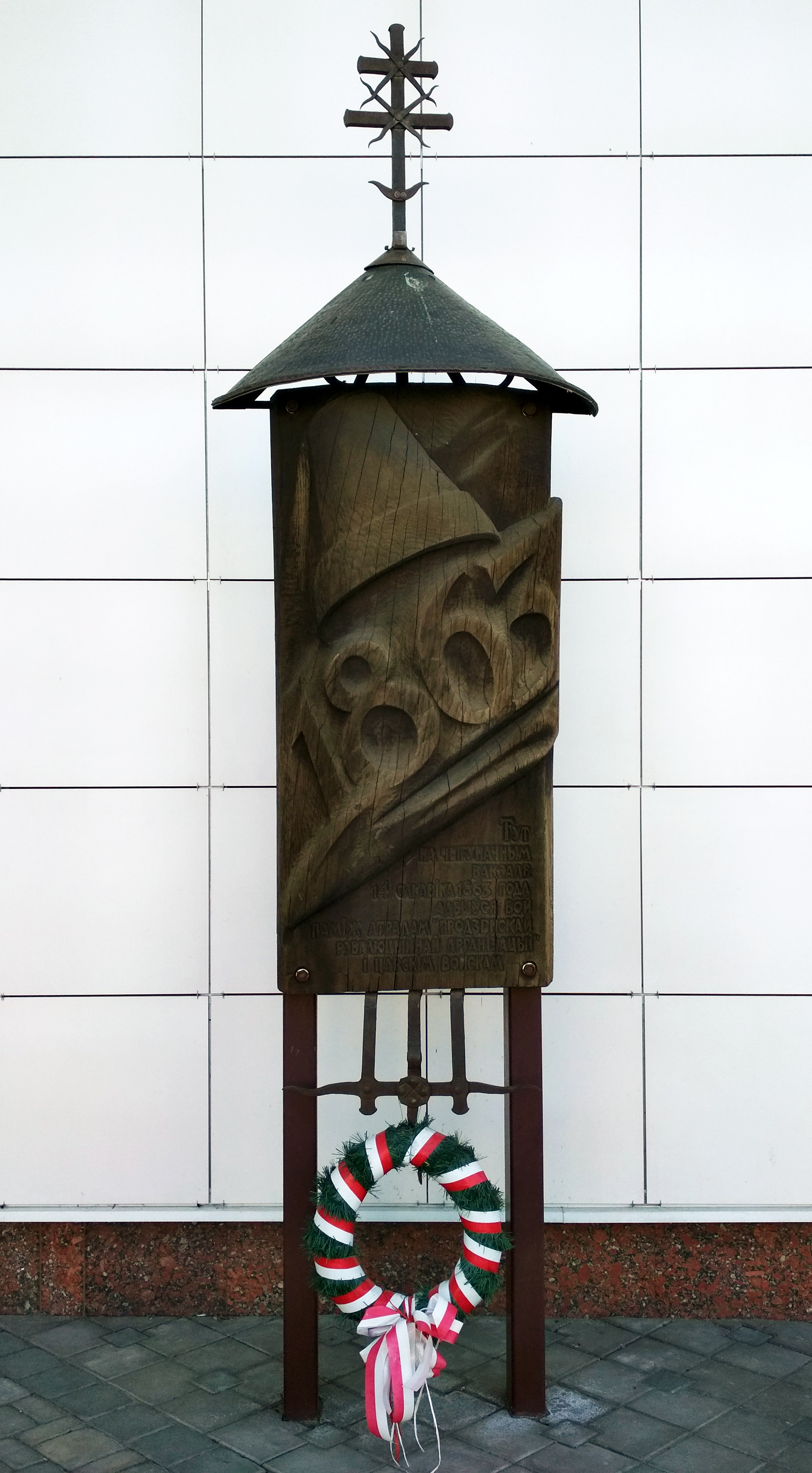
Пам'ятник повстанцям 1863 року
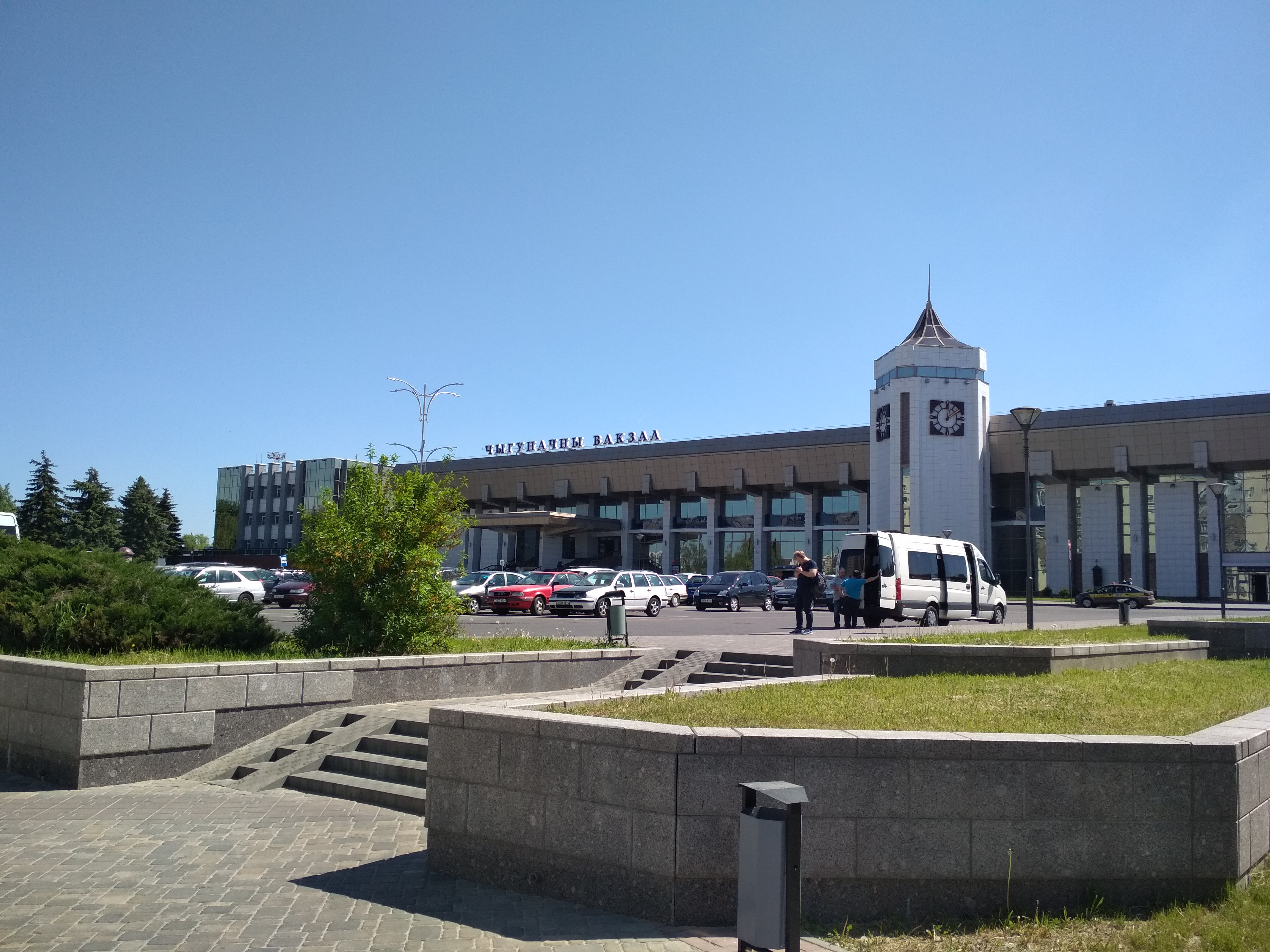
Привокзальна площа